# Bodák vz. 58

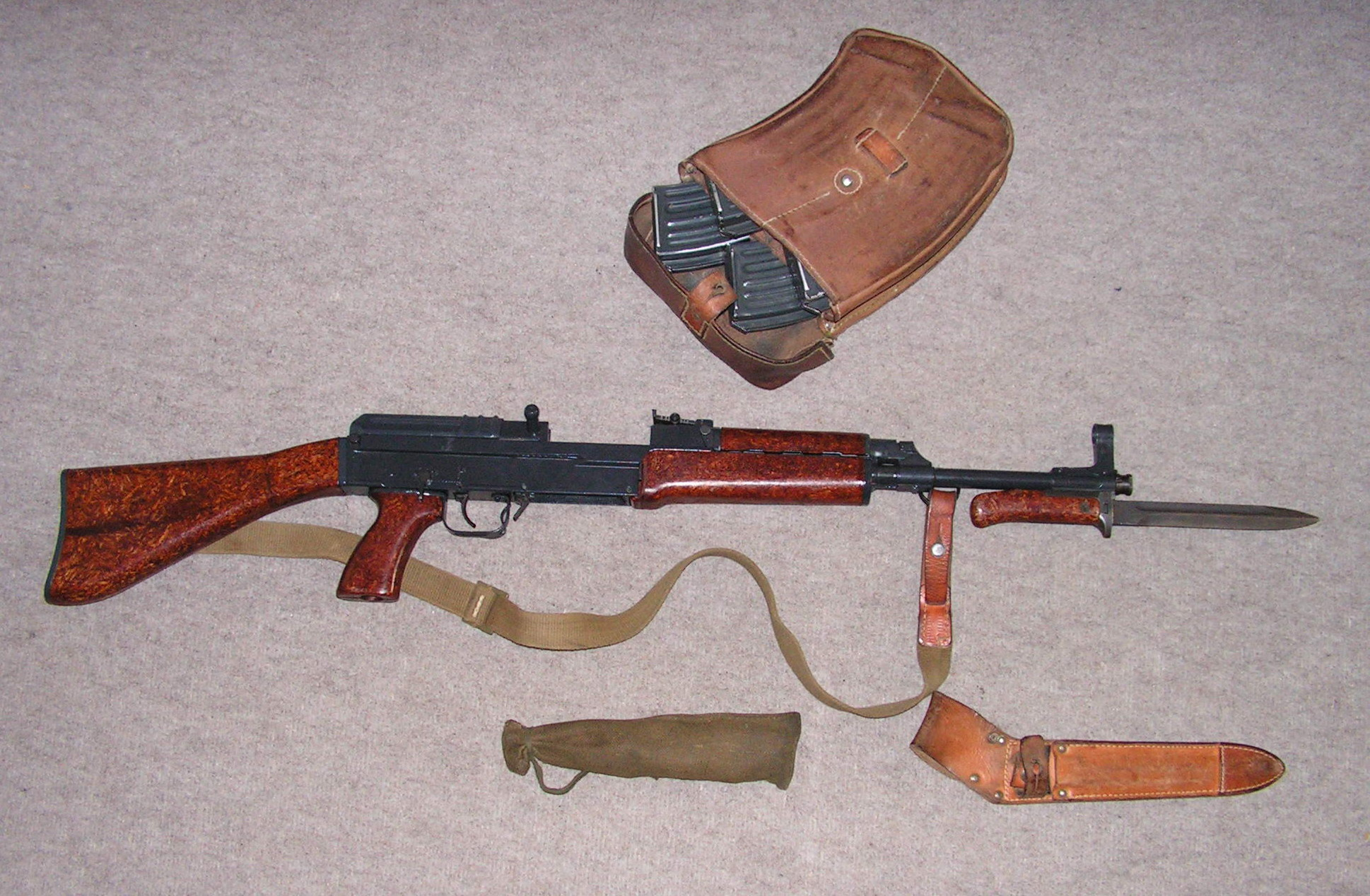
Samopal vzor 58 s originálním příslušenstvím včetně bodáku vzor 58

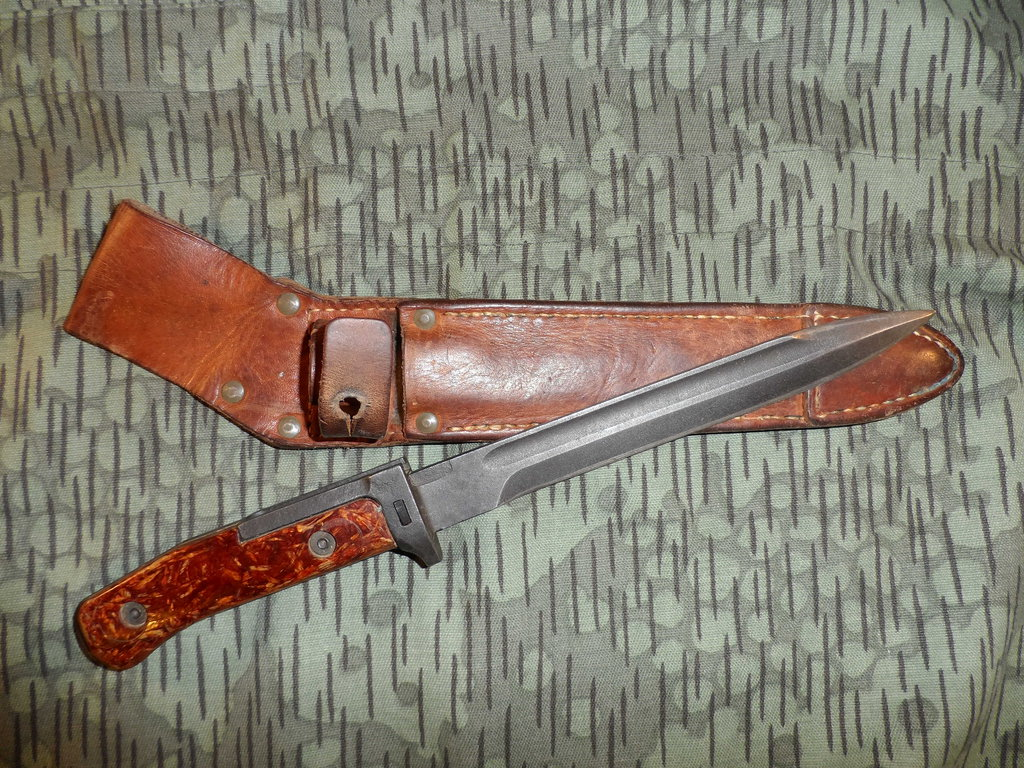
Bodák vzor 58

Bodák vzor 58 je standardním příslušenstvím samopalu vzor 58, vyráběného v České zbrojovce Uherský Brod.

## Vývoj a výroba
Výroba bodáku se rozběhla současně s výrobou samopalu vzor 58. Autorem designu bodáku byl Jiří Čermák. První dodávku obdržela armáda počátkem roku 1960. Bodák byl od začátku koncipován tak, aby bylo možné jeho použití jednou rukou všude tam, kde z jakéhokoli důvodu situace neumožnila nasazení bodáku na samopal. Čepel je zkrácena tak, aby její délka vyhovovala při boji zblízka při držení rukou. Je štíhlá, ale dosti silná se středovým hrotem a krátkým falešným ostřím, oboustranně odlehčená žlábkem. Ve hřbetu rukojeti je drážka pro nasazení na kolejničky s ozubem na spodku hlavně samopalu.
V průběhu let se bodák vyráběl v několika variantách. Všechny měly stejné rozměry, lišily se pouze menšími změnami a detaily v průběhu výroby. Výrobcem bodáku byla Česká zbrojovka Uherský Brod, která vyráběla i samopaly. Zde se bodáky také kompletovaly, protože střenky a pochvy vyráběli jiní výrobci. Bodáky se zprvu pracně vyráběly z výkovků, po první vzhledové inovaci již technikou přesného lití. Dohotovení se provádělo třískovým obráběním, leštěním a černěním. Výrobu bukového dřeva na samopaly a bodáky zajišťoval Dřevařský závod Litovel. První model bodáku měl střenky rukojeti vyrobeny z hranolu bukového dřeva a byl tím dost odolný. Bukové střenky neměly z vnějšku žádné značení, po jejich demontování je však možné vidět ve výřezu střenky pro řap vyražené dva zkřížené meče a značku OTK.
Asi dva roky po začátku výroby nahradil dřevo na samopalech materiál lisovaný z dřevotřískového buku, pojený formaldehydovým resolem. Tento materiál byl vyvinut v závodě Bučina Zvolen a z této masy se také začaly vyrábět střenky bodáků. Střenky se vyráběly ze dvou polovin, lepených k sobě epoxidovou pryskyřicí. Protože pevnost lepení se ukázala jako nedostatečná, muselo dojít časem k pojištění jedním nýtem. Druhým nýtem byl většinou bodák opatřován ve Vojenském opravárenském závodě (VOZ), při uvolnění lepeného spoje. Zajímavé exempláře jsou ty, kde pro nedostatek původních střenek na tento typ došlo k navařování prodloužené stopky rukojeti a osazení střenek posledního typu.
Pro usnadnění manipulace s bodákem došlo v 70. letech k protažení příčky dole v záštitu ve tvaru štíhlého nosce, který zabraňoval sklouznutí dlaně. Zároveň poskytoval lepší oporu při použití bodáku jednoruč. I tato třetí varianta je s krátkým řapem, oválné vybrání v řapu však bylo o 10 mm delší a 2 mm širší než u předchozích dvou variant. Paradoxně se neřešila potíž s uvolňováním střenek a střenky se opět jen lepily. Později se jistily jedním nýtem a další jeden až dva se přidávaly postupem výroby a při opravách ve VOZ, někdy kuriózně doprostřed nebo na konec střenky, zřejmě podle rozsahu poškození lepeného spoje. Tato třetí varianta bodáku se vyráběla technikou přesného lití. Jelikož vojáci neměli rádi vojenskou službu, nechovali se pěkně k výstroji a výzbroji, a s bodáky se často házelo. Docházelo tak často ke zlomení střenek tam, kde končil krátký řap rukojeti. Proto se přistoupilo ke čtvrté variantě bodáků. Došlo k prodloužení řapu bodáku po celé délce rukojeti, řap navíc přečníval asi o 5 mm přes konec střenek hlavně proto, aby při nárazu vrženého bodáku na cíl opačným koncem nebyl dosed na střenku, ale na prodloužený řap. Bodáky byly od výroby tupé a k jejich nabroušení mělo dojít údajně až v případě války. Objevovaly se i broušené bodáky, ale ty byly určeny pro speciální jednotky. Bodák byl tupý proto, že již Němci za války přišli na to, že bodák s tupým ostřím způsobuje hůř léčitelné rány, než bodák ostrý. Vyřazení vojáka po bodnutí neostřeným bodákem je delší, než po ráně bodákem naostřeným. Bodák byl určen na bodnutí, ne na řezání.[zdroj⁠?!]

## Pochvy
Pochva u bodáku je celokožená, sešitá ze tří vrstev hovězí přírodní kůže a u hrotu je z obou stran zesílená další vrstvou. Sešití je jistěno nýty. Závěsné poutko je postaveno šikmo k pochvě, takže bodák je umístěn na opasku v úhlu asi 40 stupňů. Většina pochev je šita pro umístění na levé straně opasku, ale vyráběla se i verze pro leváky. Jedna z variant pochev má závěsné poutko šité jako samotný kus; k pochvě je našito a nanýtováno pěti nýty. Tuto pochvu vyráběl první výrobce pochev GALANTA. Dalším výrobcem byl podnik KOZAP, jehož výrobky se mimo značení lišily tím, že poutko bylo již šito jako součást svršku, prošívání nebylo tak důkladné, ale jistilo je šest nýtů. Tento vzor zůstal zachován i v poslední fázi výroby u všech ostatních výrobců. Poté převzaly výrobu Kožařské závody Liptovský Mikuláš a poté firma SNAHA Karlovy Vary, která se v závěrečné fázi výroby pochev (po revoluci) dělila o zakázku s podnikem EPRUZ. Pochvy firmy EPRUZ se vyznačovaly horší kvalitou zpracování, méně kvalitní kůží a zapínáním na patentový druk. Armádní regulovčíci a hradní stráž měli pochvy šité z bílé lakované kůže. Chemické vojsko mělo zvláštní pochvu ze zelené pogumované tkaniny bez jakéhokoli zesílení.

## Značení pochev
Firma GALANTA značila své výrobky třemi razítky na zadní straně. První byla vlastnická značka armády, zkřížené meče a poslední dvojčíslí roku, druhé razítko označovalo zkrácený název výrobce a celý rok (např. GALA 1965). Třetí značení mělo podobu kroužku s písmeny OTK a G a číslem. Toto razítko se umísťovalo na zesílené špici. Podnik KOZAP značil razítkem K6 zkřížené meče a rokem výroby. Od roku 1976 se razítko zmenšilo a přibyla značka OTK 2, od roku 1985 na dalším řádku série 1, 2, 3. Poslední pochvy Kozapu mají rok 1986 OTK 3, ale bez označení série. Firma SNAHA Karlovy Vary měla razítko v podobě děleného obdélníka, umístěného na zesílené špici pochvy, kde v levé části je vlastnická značka armády, zkřížené meče, ve středu je v horní části nápis Snaha, v dolní OTK a číslo. V pravé části nahoře číslo série (S a číslo), dole plný rok. Od roku 1979 se na místě nápisu Snaha objevuje OTK, dole ve středu razítka přibylo další políčko a nápisy K a K.V. Značení EPRUZ je jedním prostým razítkem s nápisem EPRUZ s. r. o. Otrokovice na vnitřní straně zapínacího pásku. 

## Takticko technická data (TTD)
- Délka pochvy: 295 mm
- Délka bodáku: 280 mm
- Délka čepele: 175 mm
- Šířka čepele: 20 mm
- Tloušťka čepele: 5 mm
- Délka střenek: 100 mm
- Průměr stiskátka: 8 mm
- Délka vrchní drážky: 51 mm
- Průměr vrchní drážky: 9 mm
- Hmotnost bodáku (buková střenka): 177 g
- Hmotnost vč. pochvy: 245 g